# IPadOS 17
iPadOS 17 là bản phát hành chính thứ năm của hệ điều hành iPadOS do Apple phát triển cho dòng máy tính bảng iPad. Phiên bản kế nhiệm của iPadOS 16, nó đã được công bố tại Hội nghị các nhà phát triển toàn cầu (WWDC) của công ty vào ngày 5 tháng 6 năm 2023 và dự kiến được phát hành vào cuối năm 2023 cùng với iOS 17.
iPadOS 17 ngừng hỗ trợ cho iPad Pro thế hệ đầu tiên và iPad thế hệ thứ năm, khiến nó trở thành phiên bản iPadOS đầu tiên dành riêng cho iPad có hỗ trợ Apple Pencil, cũng như phiên bản iPadOS đầu tiên ngừng hỗ trợ cho iPad Pro.
Phiên bản thử nghiệm công khai đầu tiên được phát hành vào ngày 12 tháng 7 năm 2023 và phiên bản cuối cùng được phát hành vào ngày 18 tháng 9 năm 2023.
iPadOS 17 là phiên bản cuối cùng của iPadOS hỗ trợ iPad Pro (thế hệ thứ hai) và iPad có màn hình 9,7 inch ban đầu, iPad (thế hệ thứ sáu).

## Tính năng

### Màn hình khóa
- Màn hình khóa đã được thiết kế lại để phù hợp với giao diện của iOS 16 trở lên.

- Có thể thêm Widget vào màn hình khóa.

### Xử lý tài liệu PDF
- iPadOS hiện có thể xác định các trường biểu mẫu PDF để nhập văn bản nhanh hơn.

### Siri
- Giờ đây, người dùng có thể chỉ cần nói "Siri" thay vì "Hey Siri" để kích hoạt Siri bằng giọng nói.

### Sức khỏe
- Ứng dụng Apple Health hiện có sẵn trên iPad cũng như trên iPhone.

### Mail
- Khi bạn nhận được mã xác minh qua email, ứng dụng Mail sẽ tự động nhập mã vào hộp có ghi mã đã gửi.

## Tương thích (Thiết bị được hỗ trợ)
iPadOS 17 yêu cầu chip A10 trở lên, có nghĩa là nó không hỗ trợ các mẫu iPad có chip A9 và A9X, chẳng hạn như iPad Pro (thế hệ 1) và iPad (thế hệ thứ 5). Các thiết bị có SoC A10 hoặc A10X (iPad Pro thế hệ thứ 2, iPad thế hệ thứ 6 và iPad thế hệ thứ 7) có hỗ trợ hạn chế. Các thiết bị có chip A12, A12X, A12Z hoặc A13 nhận được các tính năng bổ sung khác không có trên các mẫu cũ hơn; các thiết bị có chip A14 hoặc A15 được hỗ trợ gần như đầy đủ, trong khi các thiết bị có chip M1 trở lên nhận được hỗ trợ đầy đủ.
- iPad (thế hệ thứ 6)
- iPad (thế hệ thứ 7)
- iPad (thế hệ thứ 8)
- iPad (thế hệ thứ 9)
- iPad (thế hệ thứ 10)
- iPad Air (thế hệ thứ 3)
- iPad Air (thế hệ thứ 4)
- iPad Air (thế hệ thứ 5)
- iPad Air (thế hệ thứ 6)
- iPad Mini (thế hệ thứ 5)
- iPad Mini (thế hệ thứ 6)
- iPad Pro 10.5-inch
- iPad Pro 12.9-inch (thế hệ thứ 2)
- iPad Pro 11-inch (thế hệ thứ 1)
- iPad Pro 12.9-inch (thế hệ thứ 3)
- iPad Pro 11-inch (thế hệ thứ 2)
- iPad Pro 12.9-inch (thế hệ thứ 4)
- iPad Pro 11-inch (thế hệ thứ 3)
- iPad Pro 12.9-inch (thế hệ thứ 5)
- iPad Pro 11-inch (thế hệ thứ 4)
- iPad Pro 12.9-inch (thế hệ thứ 6)
- iPad Pro 11-inch (thế hệ thứ 5)
- iPad Pro 13-inch

## Lịch sử phát hành
|  | Bản phát hành trước đó |  | Bản phát hành hiện tại |  | Phiên bản beta hiện tại |  | Bản cập nhật bảo mật |

| Phiên bản | Ngày phát hành       |
| --------- | -------------------- |
| 17.0      | 18 tháng 9 năm 2023  |
| 17.0.1    | 21 tháng 9 năm 2023  |
| 17.0.2    | 26 tháng 9 năm 2023  |
| 17.0.3    | 4 tháng 10 năm 2023  |
| 17.1      | 25 tháng 10 năm 2023 |
| 17.1.1    | 7 tháng 11 năm 2023  |
| 17.1.2    | 30 tháng 11 năm 2023 |
| 17.2      | 11 tháng 12 năm 2023 |
| 17.3      | 22 tháng 1 năm 2024  |
| 17.3.1    | 8 tháng 2 năm 2024   |
| 17.4      | 5 tháng 3 năm 2024   |
| 17.4.1    | 21 tháng 3 năm 2024  |
| 17.5      | 13 tháng 5 năm 2024  |
| 17.5.1    | 20 tháng 5 năm 2024  |
| 17.6      | 29 tháng 7 năm 2024  |
| 17.6.1    | 7 tháng 8 năm 2024   |

Xem ghi chú phát hành chính thức của Apple và nội dung cập nhật bảo mật chính thức.